# Formanilide
Formanilide (IUPAC-naam: N-fenylformamide) is een amide afgeleid van aniline. Bijgevolg behoort het tot de stofklasse der aniliden. De zuivere stof komt voor als een lichtbruine kristallijne vaste stof.

## Synthese
De klassieke synthese van formanilide is de reactie van aniline met mierenzuur of een zout of ester van mierenzuur, bij hoge temperatuur. Voor deze reactie is geen katalysator vereist.
Een andere mogelijkheid is de carbonylering van aniline met behulp van koolstofmonoxide. Dit vereist wel hoge temperatuur en druk en een gepaste katalysator, omdat de rechtstreekse reactie van CO en aniline tot het amide slechts moeizaam en langzaam verloopt. De katalysator is bijvoorbeeld een alkoxide van een alkalimetaal, zoals natriummethoxide.

## Toepassingen
Formanilide heeft de algemene reactiviteit van aniline behouden: het substituent is, net als de aminogroep, een ortho-para-richter.  Door sterische hindering is de ortho-plaats echter minder toegankelijk voor reacties, en wordt voornamelijk het para-product gevormd.
Formanilide is een intermediaire verbinding bij de chemische synthese van onder andere p-fenyleendiamine, een verfstof en bouwsteen van polyamiden, en van 4-aminodifenylamine, een belangrijk tussenproduct voor rubberstabilisatoren. Gesubstitueerde formaniliden zijn tussenproducten bij de synthese van bepaalde farmaceutische stoffen.